# Mosquer negre
El mosquer negre (Sayornis nigricans) és un ocell de la família dels tirànids (Tyrannidae).

## Hàbitat i distribució
Habita des del camp obert finsel bosc, sovint a prop de l'aigua, des del nord-oest de Califòrnia, sud de Nevada, sud-oest d'Utah, centre d'Arizona, sud de Colorado, centre de Nou Mèxic i oest de Texas, cap al sud, a través del sud-oest dels Estats Units fins al sud de Baixa Califòrnia i a l'ample de Mèxic fins l'oest de Panamà, Colòmbia i oest i nord de Veneçuela, cap al sud, a través dels Andes de l'Equador, Perú i Bolívia fins al nord-oest de l'Argentina.